# Folivorisme
|  | «Folívor» redirigeix aquí. Vegeu-ne altres significats a «Peresosos». |

En zoologia, es denominen folívors els animals herbívors que s'especialitzen a alimentar-se en gran part de fulles.
Com a adaptació a aquesta dieta, rica en cel·lulosa poc digerible i relativament pobra en energia, els animals folívors han desenvolupat un intestí extremament llarg i recargolat i un ritme metabòlic baix. A més, molts d'aquests animals han format relacions simbiòtiques amb bacteris capaços de degradar la cel·lulosa en compostos més digeribles.

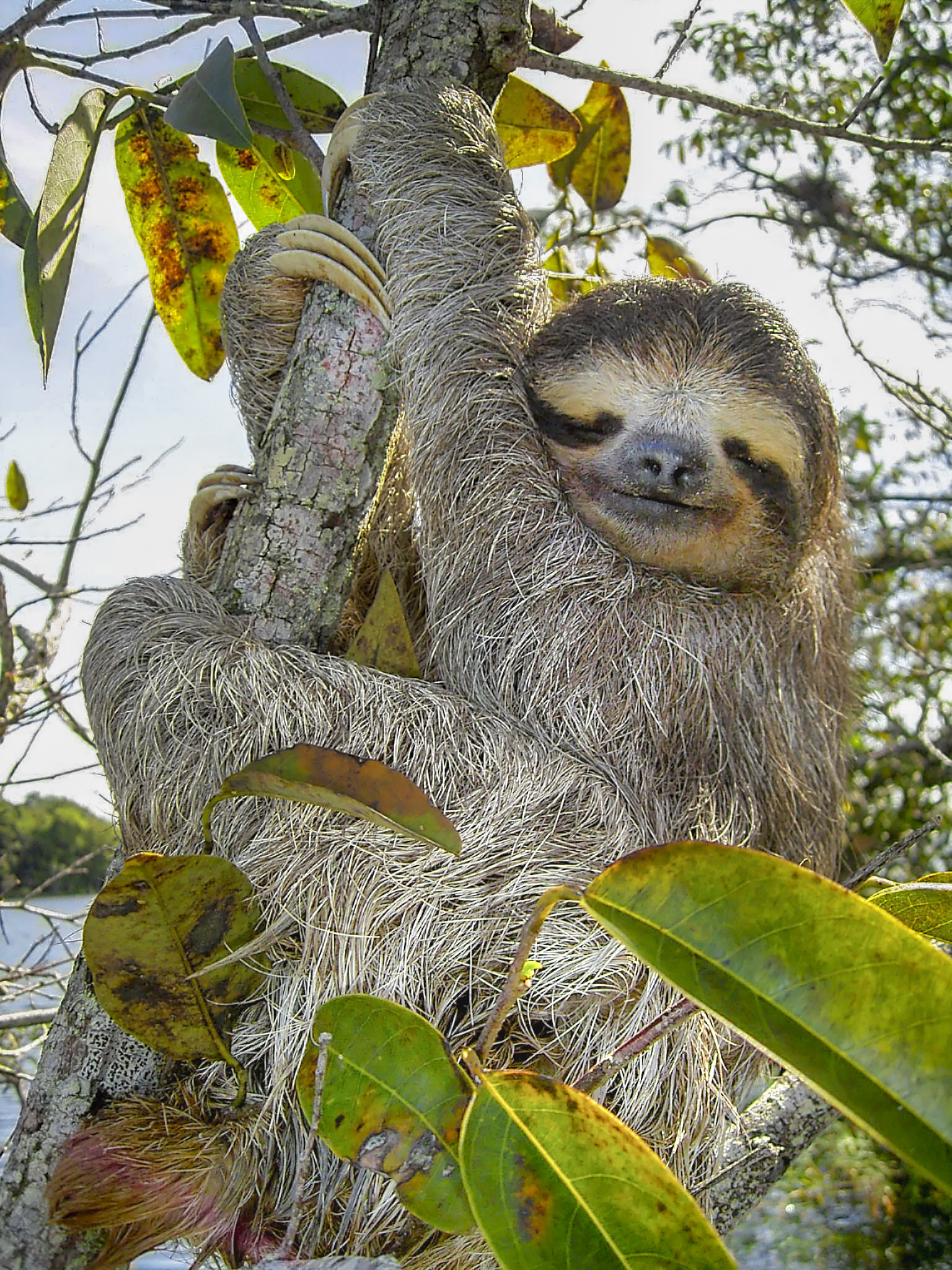
Un peresós

Els folívors viuen majoritàriament en boscos (on els és bastant més fàcil trobar el seu aliment) i són predominantment arborícoles: tanmateix, n'hi ha excepcions, com ara l'hoatzín i algunes espècies de ratpenats. Tanmateix, aquests animals només són parcialment folívors; els ratpenats, en particular, tendeixen a mastegar el llarg de les fulles, ingerint-ne només la limfa i escopint el bol.

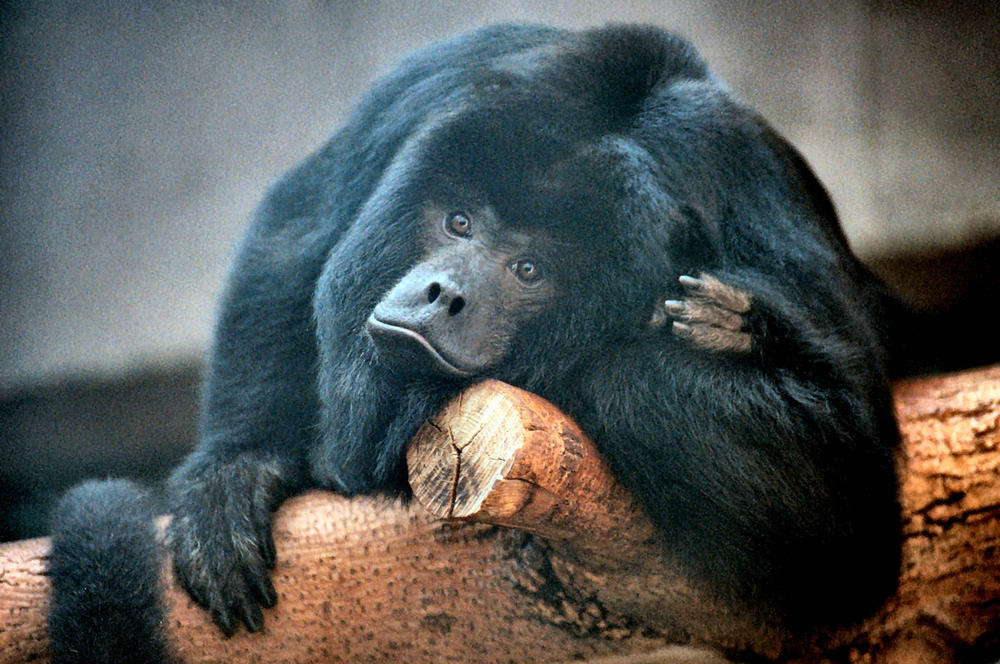
Un aluata negre

Els folívors arborícoles, com per exemple els peresosos, alguns simis i lèmurs, generalment tenen una mida més gran que la d'animals emparentats però amb dietes diferents; també són més lents. Aquestes característiques comunes són amb tota probabilitat atribuïbles a l'alt contingut en cel·lulosa de les fulles, que fa que la digestió sigui més difícil i lenta, a més de fer que siguin un aliment molt pobre en energia. En particular els primats folívors, com ara els aluates, tendeixen a viure en grups, que els proporcionen una major defensa contra eventuals predadors. Els caràcters comuns d'algunes característiques del cos, del crani i de les dents d'alguns homínids i diverses famílies de mamífers folívors arborícoles han portat alguns científics a proposar la hipòtesi segons la qual els primers homínids també eren folívors.

## Animals folívors
- Mamífers:
  - L'ocapi;
  - L'hipopòtam
  - Els peresossos;
  - Els pòssums australians;
  - El coala;

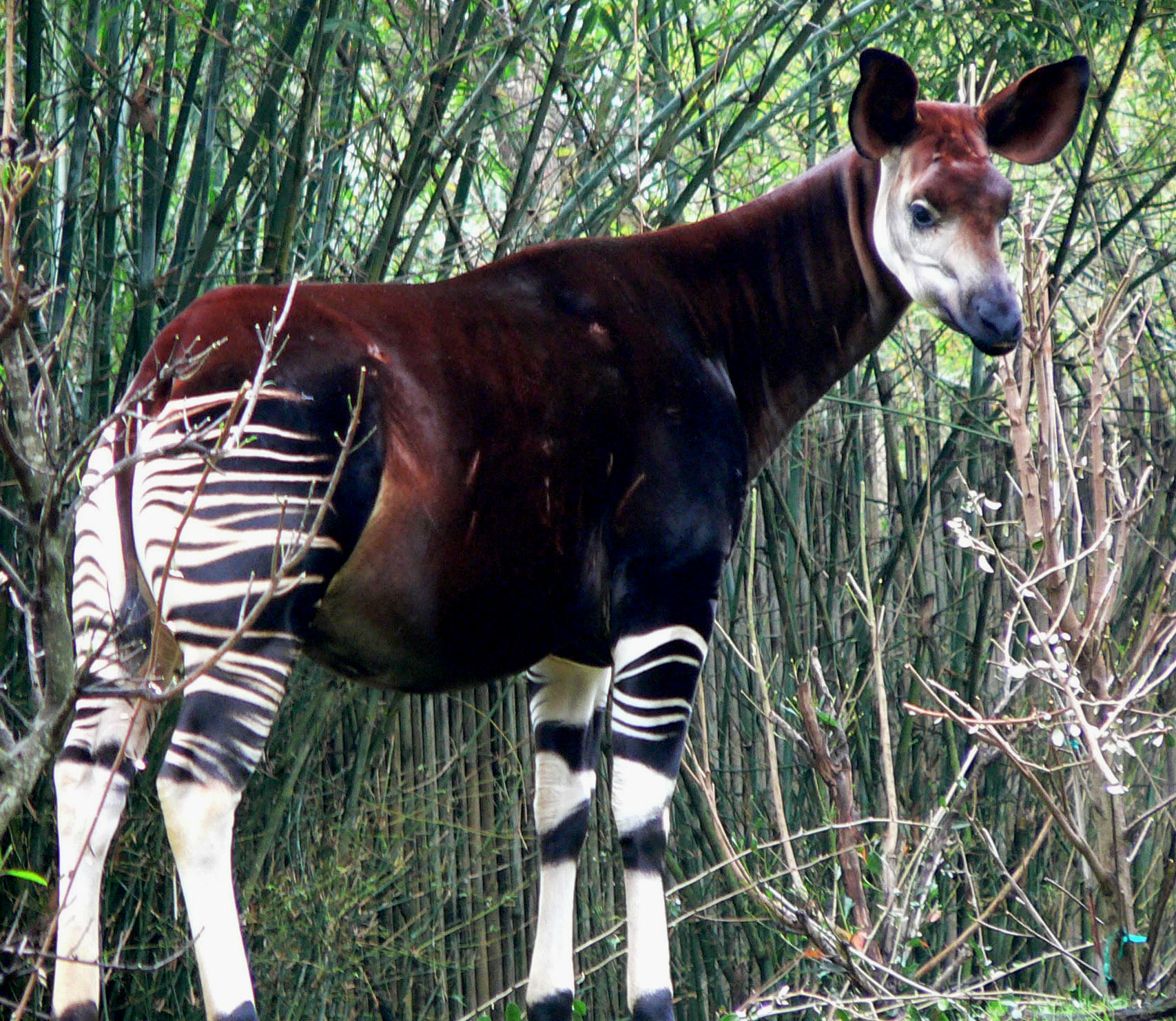
L'ocapi.

  - Nombroses espècies de lèmurs, com l'indri, el sifaca i els lepilemúrids;
  - Diverses espècies de simis i homínids.
- Ocells:
  - L'hoatzín;
  - El kakapo;
- Rèptils:
  - Diverses espècies d'iguanes;
- Moltíssims insectes i les seves larves.